# Francisco Hernández Pérez
Francisco Manuel Hernández Pérez (San Andrés Tuxtla, Veracruz, 20 de junio de 1946) es un poeta mexicano.

## Biografía
Nació en San Andrés Tuxtla, Veracruz, el 20 de junio de 1946. Estudió publicidad, profesión en la que se desempeñó durante casi 30 años, al tiempo que escribía poemas. Ha recibido varios de los premios de poesía más prestigiosos de México.

## Poesía
Los textos de Francisco Hernández suelen ser breves. Los temas abordados en su obra son el desencanto por el mundo, el amor-erotismo y la violencia, sobre todo, además del tiempo, la muerte, la palabra y, más raramente, la poesía. Estos temas se articulan por medio de motivos recurrentes en la obra: agua (mar, lluvia, río), sueño-enfermedad (delirio), cuerpo-mujer, el viaje, la luz. También pueden destacarse el empleo del humor, así como de estrategias y lenguaje importados de campos como la publicidad, el cine y la televisión, en una parte de su obra, ya que otra parte (los libros premiados, de corte "neo-romántico") se caracterizan por una visión trágica de la existencia.
Asimismo es notable su cultivo del «retrato poético» de personas, paisajes, obras plásticas, visuales o musicales, que parece no tener parangón en la literatura mexicana. Este ejercicio que privilegia la vista ha dado como resultado un tipo particular de texto cuya estructura es fija: las poetografías. Se trata de textos ecfrásticos muy breves que no llegan a la página de extensión, escritos en endecasílabos asonantes dispuestos como si fuesen prosa, y lo normal es que partan de alguna fotografía.
Algo de la producción de Francisco Hernández se halla publicado bajo el nombre de «Mardonio Sinta», supuesto heterónimo. Éste es un jaranero veracruzano que escribe coplas octosilábicas en estrofas rimadas. Entre los libros atribuidos a «Mardonio Sinta» están: Coplas a barlovento (1993), Una roja invasión de hormigas blancas (1994) y ¿Quién me quita lo cantado? (1999)

## Premios y distinciones
- Premio Nacional de Poesía Aguascalientes en 1982.
- Premio Carlos Pellicer en 1993.
- Premio Xavier Villaurrutia en 1994.
- Premio Jaime Sabines en 2005.
- Premio Ramón López Velarde en 2008.[1]
- Premio Mazatlán de Literatura 2010 con La isla de la breves ausencias
- Premio Nacional de Ciencias y Artes en el área de Lingüística y Literatura por la Secretaría de Educación Pública en 2012.[2]

## Obras
- En 1974, Gritar es cosa de mudos.
- En 1976, Textos criminales y  Portarretratos.
- En 1978, Cuerpo disperso.
- En 1980, Textos criminales.
- En 1982, Mar de fondo  Premio Nacional de Poesía Aguascalientes.
- En 1986, Oscura coincidencia.
- En 1988, De cómo Robert Schumann fue vencido por los demonios.
- En 1991, En las pupilas del que regresa.
- En 1993, Habla Scardanelli  Premio Carlos Pellicer.
- En 1994, Moneda de tres caras  Premio Xavier Villaurrutia.
- En 1996, Poesía reunida (1974-1994)
- En 1997, Mascarón de prosa.
- En 1999, Antojo de trampa (segunda antología personal).
- En 2000, Las gastadas palabras de siempre.
- En 2001, Soledad al cubo.y caleveritas y camino."
- En 2002, Óptica la ilusión.
- En 2003, Diario invento.
- En 2004, Imán para fantasmas, El corazón en su avispero y Palabras más, palabras, menos.
- En 2005, Diario sin fechas de Charles B. Waite.
- En 2006, Mi vida con la perra.
- En 2009, La isla de las breves ausencias.
- En 2010, Población de la máscara.
- En 2013, Mal de Graves.
- Los vigilantes de Miss Dickinson. Inédito.
- Patterson la horrible. Inédito.